# Alfred Peper
Alfred Ludwig Franz Peper (* 2. Januar 1906 in Liepgarten; † nach 1976) war ein deutscher Politiker der DDR-Blockpartei DBD. Er war Abgeordneter der Länderkammer der DDR und Vorsitzender des Bezirksverbandes Neubrandenburg der DBD.

## Leben
Peper, Landwirt aus Liepgarten (Kreis Ueckermünde), gehörte seit 1955 dem Parteivorstand der Demokratischen Bauernpartei Deutschlands an und war von 1955 bis 1963 Vorsitzender des Bezirksvorstandes Neubrandenburg der DBD. Er war Abgeordneter des Bezirkstages Neubrandenburg und von 1954 bis 1958 auch Mitglied der Länderkammer der DDR. Peper lebte zuletzt als Rentner in Liepgarten.

## Auszeichnungen
- Ehrentitel Meisterbauer[3]
- Vaterländischer Verdienstorden in Bronze (1956) und in Silber (1976)[4]